# جداره کلافی
جداره کلافی مربوط به دوره پهلوی است و در تبریز، خیابان امام، نبش میدان قونقا باشی واقع شده و این اثر در تاریخ ۳ خرداد ۱۳۸۶ با شمارهٔ ثبت ۱۹۱۸۶ به‌عنوان یکی از آثار ملی ایران به ثبت رسیده است.